# Jean-Pierre Adam
Jean-Pierre Adam (Parigi, 24 novembre 1937) è un archeologo e architetto francese specializzato in architettura antica.

## Biografia
Dopo un diploma speciale ottenuto alla Facoltà di architettura nel 1965, è entrato nel dipartimento di architettura antica del Centre national de la recherche scientifique. Ha prodotto diversi studi su monumenti in Francia e nel mondo ed è divenuto direttore dell'Ufficio di architettura antica di Parigi, situato nella torre nord del Castello di Vincennes.
Ha condotto vari studi sui siti di scavo architettonico di vari siti antichi romani, greci ed egizi in tutto il Mediterraneo, tra cui Pompei e nel 1999 ha pubblicato un libro sull'architettura romana dal titolo Roman Building: Materials and Techniques. In precedenza, aveva anche scavato la tomba di Akhethetep a Saqqara insieme a Christiane Ziegler e Guillemette Andreu-Lanoë tra il 1991 e il 1999, che poi pubblicarono le loro scoperte in un libro. È autore di libri sull'architettura greca L'architecture militaire grecque (2000) e sull'Antico Egitto, Les pyramides d'Égypte. Ha svolto attività di ricerca presso l'Institute de Recherche d'Architecture Antique.
Dal 2021 insegna all'École du Louvre, all'École de Chaillot, all'École d'architecture de la ville et des territoires Paris-Est e all'École Polytechnique Fédérale de Lausanne (EPFL). In precedenza aveva ricoperto incarichi anche a Parigi, Roma e in Libano.